# サブリーナ・マシャド
サブリーナ・デジェズス・マシャド（Sabrina De Jesus Machado, 1996年4月9日 - ）は、ブラジルの女子バレーボール選手。ブラジル代表。

## 来歴

### クラブチーム
ポルト・フェレイラ出身。ジュニアのクラブチームを経て、2015年、Univap Vôlei São Joséに入団。2016年、ADC Bradescoへ移籍し1年間プレーした。2017年、São Caetano Vôleiへ移籍し1年間プレーした。2018年、Curitiba Vôleiへ加入し、2年間プレーした。2020年7月、レクソーナ・アデスへ移籍し、2023/24シーズンのブラジル・スーパーリーガでは3位となった。2024年7月、ポーランドのKSディヴェロプレス・ジェシュフへの移籍が発表され、2024/25シーズンのタウロンリーガとポーランドカップでは優勝を果たした。2025年5月に同チームを退団し、同年8月には日本のSV.LEAGUEのデンソーエアリービーズへの移籍が発表された。

### 代表チーム
アンダーカテゴリーの代表として2019年のユニバーシティゲームズに出場。2023年、パンアメリカンゲームズで銀メダルを獲得し、自身はベストオポジットを受賞した。

## 受賞歴
- 2023年 - パンアメリカンゲームズ ベストオポジット

## 所属クラブ
- Barueri VC U21（2013-2015年）
- Univap Vôlei São José（2015-2016年）
- ADC Bradesco（2016-2017年）
- São Caetano Vôlei（2017-2018年）
- Curitiba Vôlei（2018-2020年）
- レクソーナ・アデス（2020-2024年）
- Gerdau/Minas（2022-2023年）
- KSディヴェロプレス・ジェシュフ（2024-2025年）
- デンソーエアリービーズ（2025年-）